# Ріхард Фрайтаг
Ріхард Фрайтаг (нім. Richard Freitag) — німецький стрибун з трампліна, олімпійський медаліст, дворазовий чемпіон світу, призер чемпіонатів світу
Срібну олімпійську медаль Фрайтаг виборов на Пхьончханській олімпіаді 2018 року разом із товаришами зі збірної в командних змаганнях на великому трампліні.
Чемпіоном світу Фрайтаг став 2015 року в Фалуні в змаганнях змішаних команд.

## Виноски
1. ↑  ČSFD — 2001.
2. ↑  Men's large hill team results